# Sœurs ennemies
Sœurs ennemies est le 5e épisode de la saison 5 de la série télévisée Buffy contre les vampires.

## Résumé
Lors d'une patrouille, Buffy trouve un globe lumineux d'origine inconnue et le montre à Giles, qui ouvre officiellement la boutique de magie. Elle doit aussi s'occuper de sa mère, qui souffre toujours de maux de tête. Anya recommande à Buffy un rituel pour savoir si Joyce ne serait pas affectée par un sortilège. Quand Buffy le réalise, elle ne remarque rien d'anormal concernant sa mère mais, par contre, tout ce qui concerne Dawn disparaît et réapparaît. Buffy menace alors Dawn, soupçonnant qu'elle n'est pas vraiment sa sœur et que c'est elle qui rend sa mère malade. La jeune fille semble ne rien comprendre. Giles, qui a offert à Anya de l'assister pour tenir la boutique, découvre que le globe lumineux est le Dogon des Fées et qu'il s'agit d'une sorte de protection contre le mal.
Buffy retourne donc sur les lieux où elle l'a trouvé et y rencontre une jeune femme blonde (Gloria) en train de torturer un moine. Elle la combat mais est rapidement surpassée et est contrainte à la fuite. Elle réussit néanmoins à emmener le moine avec elle. Ce dernier, à l'agonie, lui annonce qu'elle doit protéger la Clé, de l'énergie qui lui a été envoyée par lui et d'autres moines sous la forme d'une sœur, Dawn. Il lui révèle aussi, avant de mourir, que tous les souvenirs de Dawn et de son entourage ont été modifiés par les moines et qu'elle est désormais une simple humaine. Buffy rentre chez elle et s'excuse auprès de Dawn pour son comportement, se réconciliant avec elle.